# Hotel SynDROOM
Hotel SynDROOM is een Nederlands televisieprogramma dat werd uitgezonden door RTL 4. De presentatie was in handen van Johnny de Mol. De Mol runde een hotel met jongeren die allemaal een mentale beperking hebben, bijvoorbeeld het syndroom van Down of autisme.